# Oxyeleotris nullipora
Oxyeleotris nullipora is een straalvinnige vissensoort uit de familie van de slaapgrondels (Eleotridae). De wetenschappelijke naam van de soort is voor het eerst geldig gepubliceerd in 1978 door Roberts.